# Comté de Worth (Géorgie)
Pour les articles homonymes, voir Comté de Worth.
Le comté de Worth est un comté de Géorgie, aux États-Unis.

## Démographie
| 1860  | 1870  | 1880  | 1890   | 1900   | 1910   |
| ----- | ----- | ----- | ------ | ------ | ------ |
| 2 763 | 3 778 | 5 892 | 10 048 | 18 664 | 19 147 |

| 1920   | 1930   | 1940   | 1950   | 1960   | 1970   |
| ------ | ------ | ------ | ------ | ------ | ------ |
| 23 863 | 21 094 | 21 374 | 19 357 | 16 682 | 14 770 |

| 1980   | 1990   | 2000   | 2010   | - | - |
| ------ | ------ | ------ | ------ | - | - |
| 18 064 | 19 745 | 21 967 | 21 679 | - | - |